# シンジオタクチックポリスチレン
シンジオタクチックポリスチレン (SPS) とはスチレンをモノマーとし、メタロセン触媒を用いて重合したポリスチレンの一種である。

## 概要
シンジオタクチックポリスチレン(syndiotactic polystyrene)は、1985年に出光興産が世界で初めて開発したエンジニアリングプラスチックである。
一般的なポリスチレンはアタクチック構造を持つが、シンジオタクチックポリスチレンはその名の通りシンジオタクチック構造を持つ。これにより結晶性を有し、従来のスチレン系樹脂と比較して耐熱性や耐薬品性が向上している。また、エンジニアリングプラスチック（以下エンプラ）としては最も軽量な部類に属す為、樹脂成形品の製造原価において比重換算で他のエンプラよりもコストメリットが出易い。また、成形後の反り変形も比較的小さい。融点は270℃〜、結晶化温度は240℃程度。

## 用途
電機部品や自動車部品などの工業製品の他、耐熱性と耐薬品性があるため食堂用のリターナブル箸の素材として利用されており、個人向けの市販品も存在する。

## リンク
- シンジオタクチックポリスチレン樹脂（SPS） -出光興産